# Rémhírterjesztés
A rémhírterjesztés  a köznyugalom elleni bűncselekmények csoportjába tartozó bűncselekmény. E bűncselekmény során zavar vagy nyugtalanság keltésére alkalmas hamis tényállítások vagy híresztelések által sérül a köznyugalomhoz fűződő társadalmi érdek.

## A 2020. március 30-án hatályos szabályozás
Aki közveszély színhelyén nagy nyilvánosság előtt olyan valótlan tényt vagy való tényt oly módon elferdítve állít vagy híresztel, amely a közveszély színhelyén alkalmas az emberek nagyobb csoportjában zavar vagy nyugtalanság keltésére, bűntett miatt három évig terjedő szabadságvesztéssel büntetendő.

## A koronavírus elleni védekezésről szóló törvényben foglalt változtatások
A koronavírus elleni védekezésről szóló 2020. évi XII. törvény - többek között - a Büntető Törvénykönyv módosítását is tartalmazza. 
A Btk. módosítása a Btk. 337. § (1) bekezdésben szabályozott, a közveszélyhez és annak helyszínéhez kapcsolódó bűncselekmény mellett megalkotta a rémhírterjesztés új, második alapesetét (337. § (2) bekezdés), amely a rémhírterjesztés elkövetési helyét kiterjeszti az egész országra.
Különleges jogrend idején a jogalkotó a köznyugalmat a közveszély színhelyétől független büntetőjogi védelem alá helyezi, mivel a köznyugalom védelmére hivatott büntető tényállás alkalmazása nem tehető attól függővé, hogy a tömegeket érintő fenyegetés az ország mely körzeteiben konkretizálódik.
A módosítás célja, hogy a későbbiekben - a szabályozásra okot adó jelenlegi járványhelyzet elmúltával - is fennmaradjon a különleges jogrendek idejére fennálló, a köznyugalmat illető fokozottabb védelem.
A Btk. 337. § (2) bekezdése  ugyanakkor új törvényi tényállást tartalmaz:
Aki különleges jogrend idején nagy nyilvánosság előtt olyan valótlan tényt vagy való tényt oly módon elferdítve állít vagy híresztel,
amely alkalmas arra, hogy a védekezés eredményességét akadályozza vagy meghiúsítsa, bűntett miatt 1 évtől 5 évig terjedő szabadságvesztéssel büntetendő.

### Nagy nyilvánosság előtt
A bűncselekmény csak "nagy nyilvánosság"" előtt követhető el, amelynek fogalmát a Btk.  Záró Része határozza meg.

### Az elkövető
A bűncselekmény elkövetője bárki lehet, aki a közveszély színhelyén jelen van. A bűncselekmény csak szándékosan követhető el.

## A magyar szabályozás története
A második világháborút követően a Magyar Kommunista Párt gyakran emlegette a rémhírterjesztőket. Rákosi Mátyás szavaival: " A rémhírterjesztés a nyílt csatában megvert ellenség fegyvere." (1947)

### 1961. évi V. tv.
Az 1961. évi V. tv. 218. §-a rendelkezett a rémhírterjesztésről.

### Az 1978. évi Btk. szerint
Aki közveszély színhelyén nagy nyilvánosság előtt olyan valótlan tényt – vagy való tényt oly módon elferdítve – állít vagy híresztel, amely alkalmas az emberek nagyobb csoportjában zavar vagy nyugtalanság keltésére, bűntettet követ el, és három évig terjedő szabadságvesztéssel büntetendő.

### Elkövetési magatartás
A bűncselekmény elkövetési magatartása a zavar vagy nyugtalanság keltésére alkalmas valótlan vagy elferdített tény állítása, híresztelése. Tény minden múltban lejátszódott vagy a jelenben folyamatban levő emberi cselekedet, magatartás, egyéb esemény. Tényállítás közlés arról, ami a múltban létezett vagy a jelenben fennáll, a tény híresztelése mások által tett tényközlés továbbítása. Feltétel, hogy a tényközlés vagy híresztelés valótlan legyen és az emberek nagyobb csoportjában – (első ránézésére nem állapítható meg a számuk) – zavar – (harmonikus életviszonyok megbomlása) – vagy nyugtalanság – (kiegyensúlyozatlanság) – keltésére alkalmas legyen.
A bűncselekményt csak közveszély színhelyén – olyan helyzet, amikor nem meghatározott személyt vagy anyagi javakat fenyeget a sérelem bekövetkezésének reális lehetősége – nagy nyilvánosság előtt lehet elkövetni.